# 유바 (핀란드)

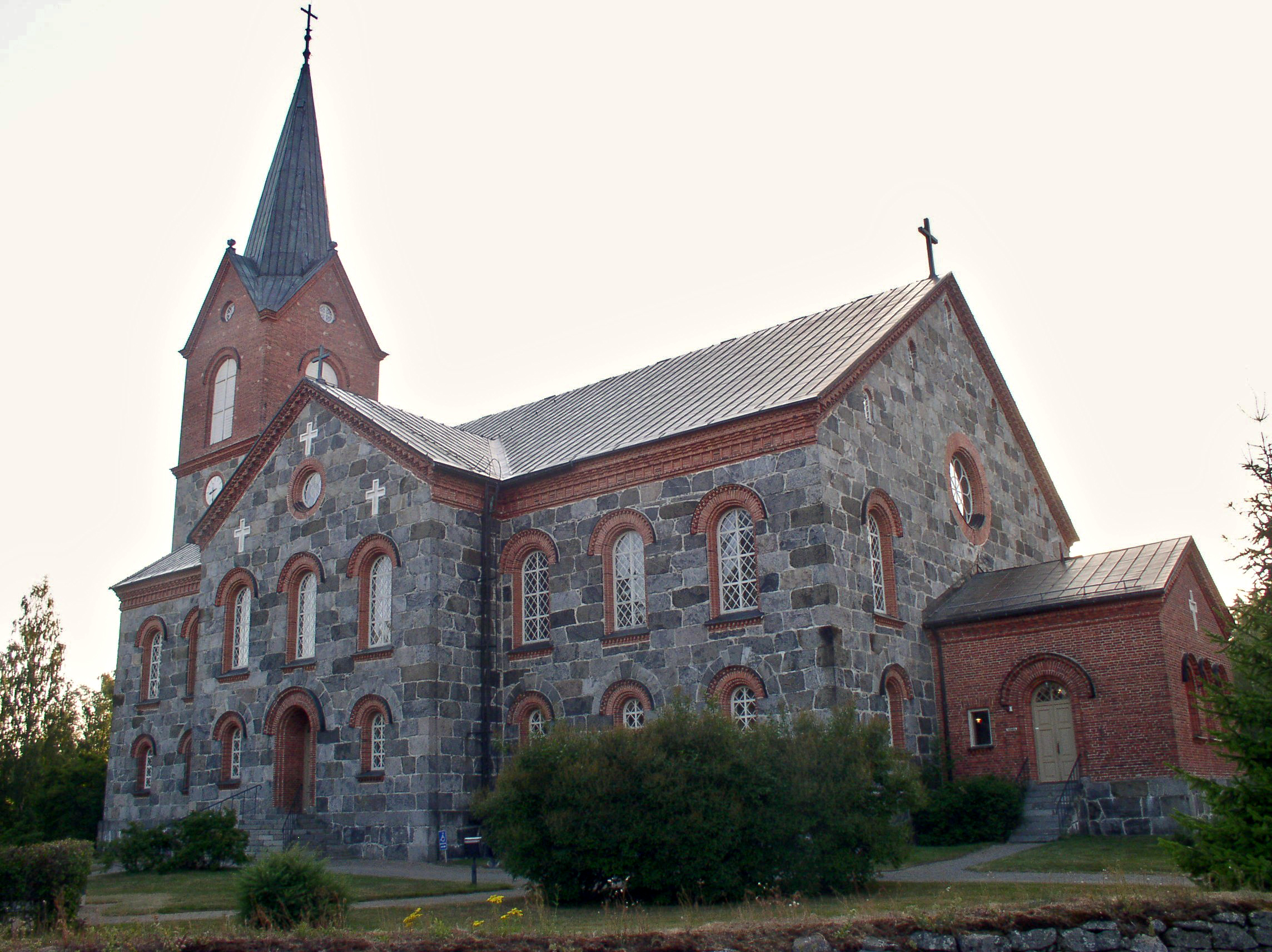
유바 교회

유바의 위치

유바(핀란드어: Juva)는 핀란드 남사보 지역에 위치한 도시로 면적은 1,162.92 km2, 인구는 6,527명(2016년 3월 31일 기준), 인구 밀도는 5.61명/km2이다. 헬싱키에서 북동쪽으로 약 270 km 정도 떨어진 곳에 위치한다.
1442년 1월 19일에 사목구가 설치되었으며 1868년에 도시 지위를 부여받았다.

시 문장